# جوناس فیدل
جوناس فیدل (انگلیسی: Jonas Fedl؛ زادهٔ ۵ فوریهٔ ۱۹۹۹) بازیکن فوتبال است.